# Sarcophyton expandum
Sarcophyton expandum är en korallart som beskrevs av Rudolf Albert von Kölliker. Sarcophyton expandum ingår i släktet Sarcophyton och familjen läderkoraller. Inga underarter finns listade i Catalogue of Life.